# Benninghofen
Benninghofen (niederdeutsch: Benninghoawen) ist ein Stadtteil im Südosten von Dortmund, südlich von Hörde und zwischen Aplerbeck und Berghofen im Osten und Wellinghofen im Westen gelegen. Benninghofen und der benachbarte Ortsteil Loh werden vom Stadtamt Dortmund für Statistik und Wahlen als „Statistischer Bezirk 51“ des Stadtbezirks Hörde geführt.
Benninghofen ist umgeben von vielen Grünflächen wie dem Lohbachtal, Marksbach und dem Niederhofener Holz. Darüber hinaus gibt es alle Geschäfte des täglichen Bedarfs: Imbissbuden bzw. Restaurants, Supermärkte, Friseurläden, Kindergarten, Ärzte, Kirchen und eine Grundschule sowie eine gute Busanbindung (432, 433, 434, 435, 438) an die umliegenden Stadtteile sowie über Hörde oder Wellinghofen an die Stadtbahn. Eine direkte Anbindung an die Stadtbahn durch eine Verlängerung der Linie U41 ist geplant. Sie ist von der Landesregierung Nordrhein-Westfalens abgesegnet.

Zentrum von Benninghofen

Im Zentrum von Benninghofen sind in den letzten Jahren neue Wohn-/Geschäftshäuser und Restaurants entstanden, wodurch eine weitere Aufwertung des Stadtteils gelungen ist. Benninghofen ist der Geburtsort des Malers Hans Tombrock.

## Geschichte
Seinen Namen verdankt Benninghofen einem alten Adelssitz, der urkundlich erstmals 1268 erwähnt wird. Zu dem Adelssitz gehörten wie im Mittelalter üblich Ländereien und die Kotten der lehenspflichtigen Bauern. Als die Stadt Hörde 1340 gegründet wurde, wohnte auf dem Adelsgut der Ritter Heinrich von Benninghofen. Im 15. Jahrhundert wurde Haus Benninghofen von den Herren von Holtey, einer alten Ritterfamilie aus Eichlinghofen übernommen. Goswin von Holtey war um 1380 Drost des Amtes Hörde. Die Holteys starben um 1580 aus. Anschließend hatte Gut Benninghofen verschiedene Herren. Zwischen 1813 und 1822 nach Beendigung der Leibeigenschaft durch die französische Administration verkaufte der Adel, um einer Enteignung zuvorzukommen, das gesamte Anwesen an die Bauern, Kötter und Neusiedler der Umgebung. In Benninghofen lebten nun freie Bauern mit eigenem Grund und Boden.
Aus dieser freien Bauerschaft entwickelte sich der Ort Benninghofen. Später zogen einfache Handwerker und schließlich das Industrieproletariat der benachbarten Hermannshütte zu. Der Adelssitz wurde Mitte des 19. Jahrhunderts abgerissen, nur das ehemalige Torhaus blieb noch bis 1960 erhalten. Dann musste auch diese letzte Relikt der Benninghofer Geschichte dem Bau einer Siedlung weichen.

## Bevölkerung
Am 31. Dezember 2024 lebten in Benninghofen 8.575 Einwohner (mit Loh).
Struktur der Benninghofer Bevölkerung (mit Loh):
- Bevölkerungsanteil der unter 18-Jährigen: 15,0 % [Dortmunder Durchschnitt: 16,2 % (2018)][4]
- Bevölkerungsanteil der mindestens 65-Jährigen: 27,1 % [Dortmunder Durchschnitt: 20,2 % (2018)][5]
- Ausländeranteil: 12,6 % [Dortmunder Durchschnitt: 22,3 % (2024)][6]
- Arbeitslosenquote: 7,3 % [Dortmunder Durchschnitt: 11,0 % (2017)][7]

Das durchschnittliche Einkommen in Benninghofen liegt ca. 15 % unterhalb des Dortmunder Durchschnittes.

### Bevölkerungsentwicklung
| Jahr      | 1987 | 2003 | 2008 | 2013 | 2016 | 2019 | 2022 | 2023 | 2024 |
| --------- | ---- | ---- | ---- | ---- | ---- | ---- | ---- | ---- | ---- |
| Einwohner | 8464 | 8598 | 8448 | 8499 | 8631 | 8595 | 8557 | 8550 | 8575 |

## Persönlichkeiten
- August Kracht (* 12. Dezember 1906 in Benninghofen; † 21. Juni 1987 in Bad Salzuflen), Schriftsteller
- Hans Tombrock (* 21. Juli 1895 in Benninghofen; † 18. August 1966 in Stuttgart), Maler

## Belege
1. ↑  
Bevölkerungszahlen in den statistischen Bezirken am 31.12.2024 (im 5er-Rundungsverfahren) (PDF; 135 kB)
2. ↑  Wilhelm Schleef: Dortmunder Wörterbuch, 1967. (PDF; 3,9 MB)
3. ↑  Linienpläne - Bus & Bahn für Dortmund. Abgerufen am 18. April 2019.
4. ↑  Bevölkerungsanteil der unter 18-Jährigen Statistikatlas 2019 (Memento des Originals vom 26. Juni 2021 im Internet Archive)  Info: Der Archivlink wurde automatisch eingesetzt und noch nicht geprüft. Bitte prüfe Original- und Archivlink gemäß Anleitung und entferne dann diesen Hinweis. (PDF; 9,1 MB)
5. ↑  Bevölkerungsanteil der mindestens 65-Jährigen Statistikatlas 2019 (Memento des Originals vom 26. Juni 2021 im Internet Archive)  Info: Der Archivlink wurde automatisch eingesetzt und noch nicht geprüft. Bitte prüfe Original- und Archivlink gemäß Anleitung und entferne dann diesen Hinweis. (PDF; 9,1 MB)
6. ↑  Staatsangehörigkeiten in den statistischen Bezirken am 31. Dezember 2024 (PDF; 135 kB)
7. ↑  Arbeitslosenquoten nach statistischen Bezirken am 30. Juni 2017 (Memento des Originals vom 25. Juni 2018 im Internet Archive)  Info: Der Archivlink wurde automatisch eingesetzt und noch nicht geprüft. Bitte prüfe Original- und Archivlink gemäß Anleitung und entferne dann diesen Hinweis. (PDF-Datei)